# Garrulaxe à gorge blanche
Garrulax albogularis
Espèce
Statut de conservation UICN

 LC  : Préoccupation mineure
Le Garrulaxe à gorge blanche (Pterorhinus albogularis) est une espèce d'oiseaux de la famille des Leiothrichidae.

## Répartition
Son aire s'étend à travers l'Himalaya et de manière disparate du centre de la Chine au Yunnan et le nord-ouest du Vietnam.